# Capitignano
Capitignano är en ort och kommun i provinsen L'Aquila i regionen Abruzzo i Italien. Kommunen hade 651 invånare (2018).